# 鼻 (芥川龍之介)
「鼻」（はな）は、芥川龍之介による初期の短編小説（掌編小説）。1916年に『新思潮』の創刊号で発表された。『今昔物語集』の「池尾禅珍内供鼻語」および『宇治拾遺物語』の「鼻長き僧の事」を題材としている。
芥川龍之介の出世作であり、「人の幸福をねたみ、不幸を笑う」と言う人間の心理を捉えた作品。この小説で夏目漱石から絶賛された。
高僧の禅智内供は、鼻が長かったため、周囲から笑われていた。治療して、鼻は短くなるが、人々は一層嘲笑する。ある朝、気がつくとまた鼻は長くなっていた。内供は心が落ちついた。いつの時代にも尽きない、俗衆の生の原動力ともいえる利己的心理と、自尊心の愚かさを描いた名作。

## あらすじ
池の尾（現在の京都府宇治市池尾）の僧である禅智内供（ぜんちないぐ）は五、六寸（約15 - 18 cm）の長さのある滑稽な鼻を持っているために、人々にからかわれ、陰口を言われていた。内供は内心では自尊心を傷つけられていたが、鼻を気にしていることを人に知られることを恐れて、表面上は気にしない風を装っていた。
ある日、内供は弟子を通じて医者から鼻を短くする方法を知る。内供はその方法を試し、鼻を短くすることに成功する。鼻を短くした内供はもう自分を笑う者はいなくなると思い、自尊心を回復した。しかし、数日後、短くなった鼻を見て笑う者が出始める。内供は初め、自分の顔が変わったせいだと思おうとするが、日増しに笑う人が続出し、鼻が長かった頃よりも馬鹿にされているように感じるようになった。
人間は誰もが他人の不幸に同情する。しかし、その一方で不幸を切り抜けると、他人はそれを物足りなく感じるようになる。さらにいえば、その人を再び同じ不幸に陥れてみたくなり、さらにはその人に敵意さえ抱くようにさえなる。
鼻が短くなって一層笑われるようになった内供は自尊心が傷つけられ、鼻が短くなったことを逆に恨むようになった。
ある夜、内供は鼻がかゆく眠れない夜を過ごしていた。その翌朝に起きると、鼻に懐かしい感触が戻っていた。短かった鼻が元の滑稽な長い鼻に戻っていた。内供はもう自分を笑う者はいなくなると思った。

## 映像作品

### テレビドラマ
- 1959年5月7日、日本テレビで放送。出演は三木のり平、永井智雄、柳谷寛。
- 2010年8月25日、NHKデジタル衛星ハイビジョンの『妖しき文豪怪談』の第3回として放送。ただし、本作をそのまま映像化したのではなく、本作の後日談をオリジナルストーリーで描いたものとなっている。監督は李相日、出演は松重豊（禅智内供）、井川遥（トメ）、小山颯（保吉）など。
- 2016年10月26日、BS朝日、世界の文学がわかる!あらすじ名作劇場でわらしべ長者、猿蟹合戦とともに放送。

### その他
- 半透明なふたり - 本作を原案として現代劇にリメイクした短編映画。主人公はコンビニ店員の設定。2022年6月、YouTubeで公開[1]。

## 漫画
- 2011年 - 漫画：井上マサト、金の星社、ISBN 978-4323072234[2]
- 2013年 - 漫画：桝田道也[3]